# 硫酸鋁鉀
硫酸鋁鉀（potassium aluminium sulfate，KAl(SO4)2·12H2O）又稱鉀明礬（potassium alum）、鉀鋁礬、鉀礬、白礬、生礬、羽涅、雲母礬、十二水合硫酸鋁鉀，由於是礬類中最重要成員，又直接簡稱“明礬”，其為由硫酸钾和硫酸铝形成的含结晶水之複鹽。
硫酸铝钾可以用作淨化水質、鞣製皮革、當作發粉或者代替硫酸鋁作凡拉明藍防染劑。硫酸铝钾也可以添加在化妝品中當作除臭劑，或為刮鬍子時造成的小傷口當作止血劑。

## 性質

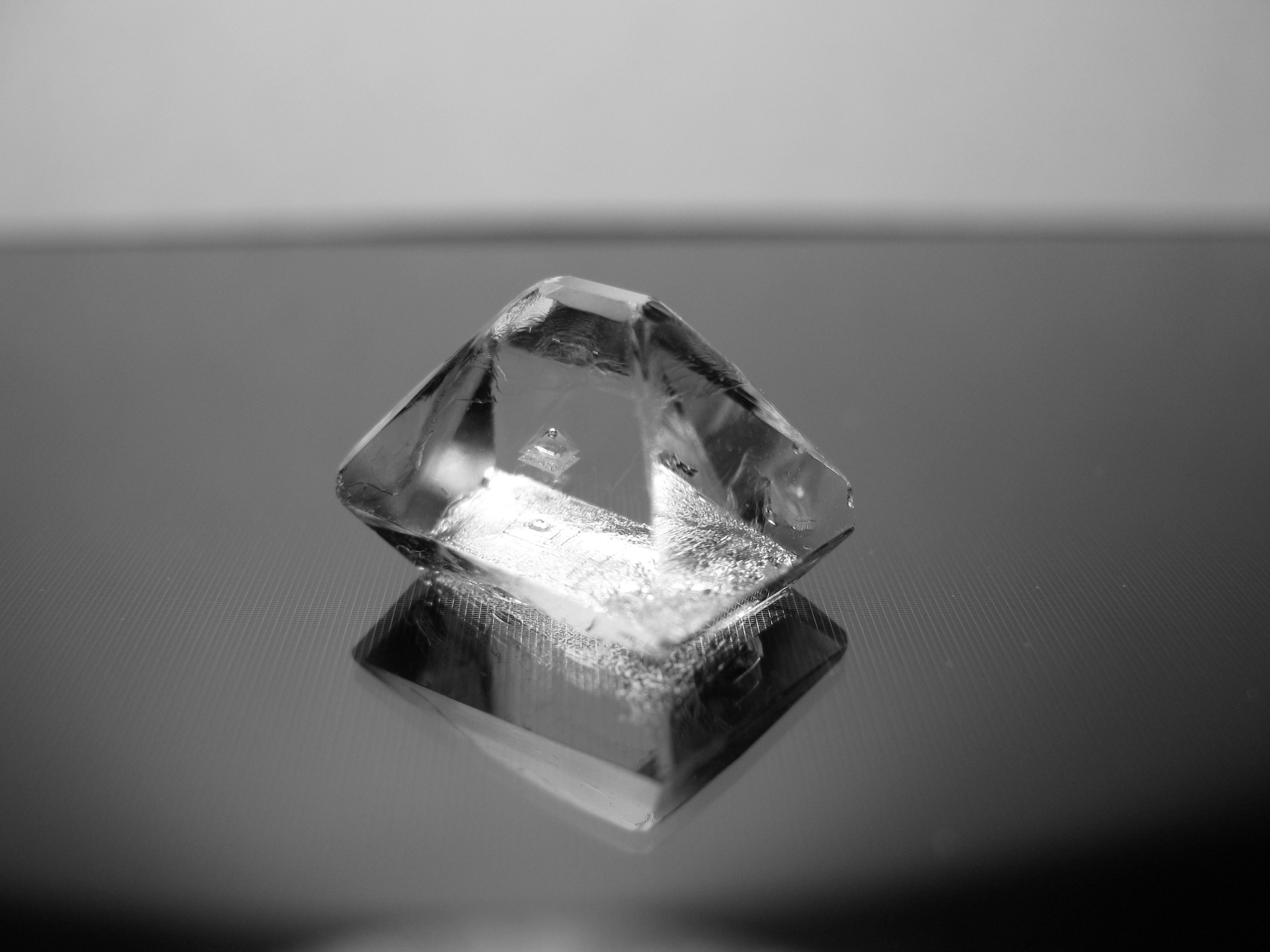
透明無色的缺角八面體明礬結晶。

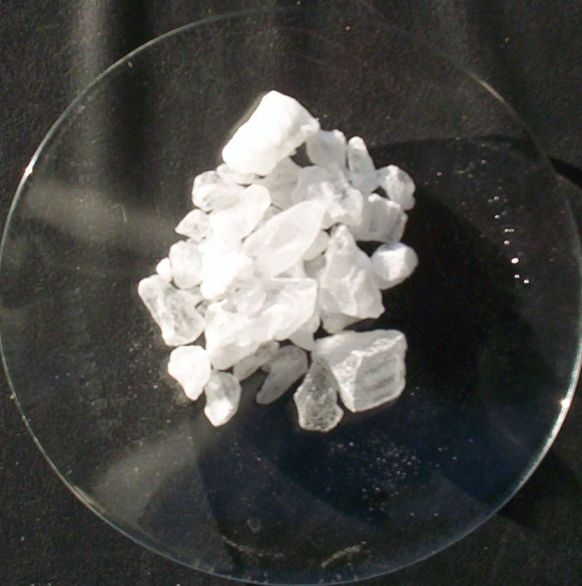
錶玻璃上的明礬晶體

明礬（硫酸鋁鉀）結晶為極易溶於水中的無色或白色的八面體晶體，其晶體結構屬異極性三方晶系。其水溶液呈酸性、可用作收斂劑，加入碳酸鈉可得「中性明礬」。明礬受熱時會先溶解於其自身所含的結晶水中，繼續加熱則失去水分而成無水硫酸鋁鉀白色粉末，稱為「燒明礬」或稱「枯礬」（burnt alum）。

## 礦物形态和生成
明礬礦是含有硫化物礦物和含鉀礦物經過風化作用和氧化還原反應自然生成的硫酸鹽礦物，常常存在於礦區堅硬的岩石表面。在過去，明礬都是由生成於含硫的火山沉積物裡面的明礬石提煉出來，所以明礬石應該就是以前鋁和鉀的來源。目前義大利維蘇威火山、澳洲昆士蘭省的Springsure東部、美國田納西州的Alum Cave、美國亞利桑那州聖克魯斯縣的Alum Gulch及菲律賓的宿霧島都有產明礬石。纖維鉀明礬（kalinite）是一種與明礬石相似的礦物，它的分子式為KAl(SO4)2·11(H2O)（十一水合硫酸鋁鉀）。

## 用途
明礬常被拿來當作膨鬆劑（發粉），用于油条和冬粉的製作，以及用于造纸、製筆、製皮革和泡沫滅火器中。也用作將缺乏親和力的纖維染色的媒染剂。
在中國古代，明矾的使用可追溯至宋朝，宋朝对盐、茶、矾等都行使专卖，並建立有榷矾制度。温州矾山镇在當時有“世界矾都”之称。中醫認為明礬可以解毒殺蟲，燥濕止癢，《得配本草》記載：“礬石即白明礬，甘草為之使。畏麻黃，惡牡蠣。酸、鹹，澀，入肝肺二經。”而印度的傳統醫學阿育吠陀中稱為「phitkari」或「saurashtri」的東西亦是指明礬。
照相定影劑中常常添加明礬當作固相劑。
水质处理中，明矾用作净水剂。其原理为鋁離子Al3+在水中會水解生成氫氧化鋁膠體，吸附水中的懸浮微粒。反應式為：
Al3+ + 3H2O ↔ Al(OH)3 + 3H+
明礬有殺菌及消毒的功效。由於可以抑制細菌的生長，因此可以當作天然除臭劑，消除體臭；然而，這種用法並沒有止汗的功效。此外，明礬亦可在小傷口上止血，特別是在刮鬍子時造成的輕微割傷。

## 製備
可由硫酸鋁與硫酸鉀溶液適量混合後結晶製得，或蒸發水分製得無水硫酸鋁鉀。其反應式為：
{\displaystyle {\rm {\ Al_{2}(SO_{4})_{3}+K_{2}SO_{4}+24H_{2}O\rightarrow 2KAl(SO_{4})_{2}\cdot 12H_{2}O}}}

## 安全性
含鉀明礬的除臭劑中可能會對皮膚有輕微的刺激性。

## 外部連結
- Potassium Alum: Mineral Data （页面存档备份，存于）
- Mindat （页面存档备份，存于）
- 白礬 中藥材圖像數據庫（香港浸會大學中醫藥學院）（中文）（英文）